# The Big Issue
The Big Issue – brytyjskie czasopismo sprzedawane na ulicach przez ludzi bezdomnych lub mających problemy mieszkaniowe. 
The Big Issue utworzone zostało w 1991 roku przez Johna Birda, aby dać bezdomnym ludziom szansę zarobienia w legalny sposób pieniędzy. Sprzedawcy kupują tygodnik za 1,25 GBP, a sprzedają za 2,5 GBP.
W Wielkiej Brytanii jest pięć edycji pisma: The Big Issue, The Big Issue in the North, The Big Issue Scotland, The Big Issue South West and The Big Issue Cymru. Pismo wydawane jest przez The Big Issue Co. Ltd., a finansowane jest z płatnych ogłoszeń i ze sprzedaży dystrybutorom (bezdomnym).